# Llista dels parcs nacionals dels estats bàltics
Llista dels parcs nacionals dels estats bàltics d'Estònia, Letònia i Lituània.

## Estònia

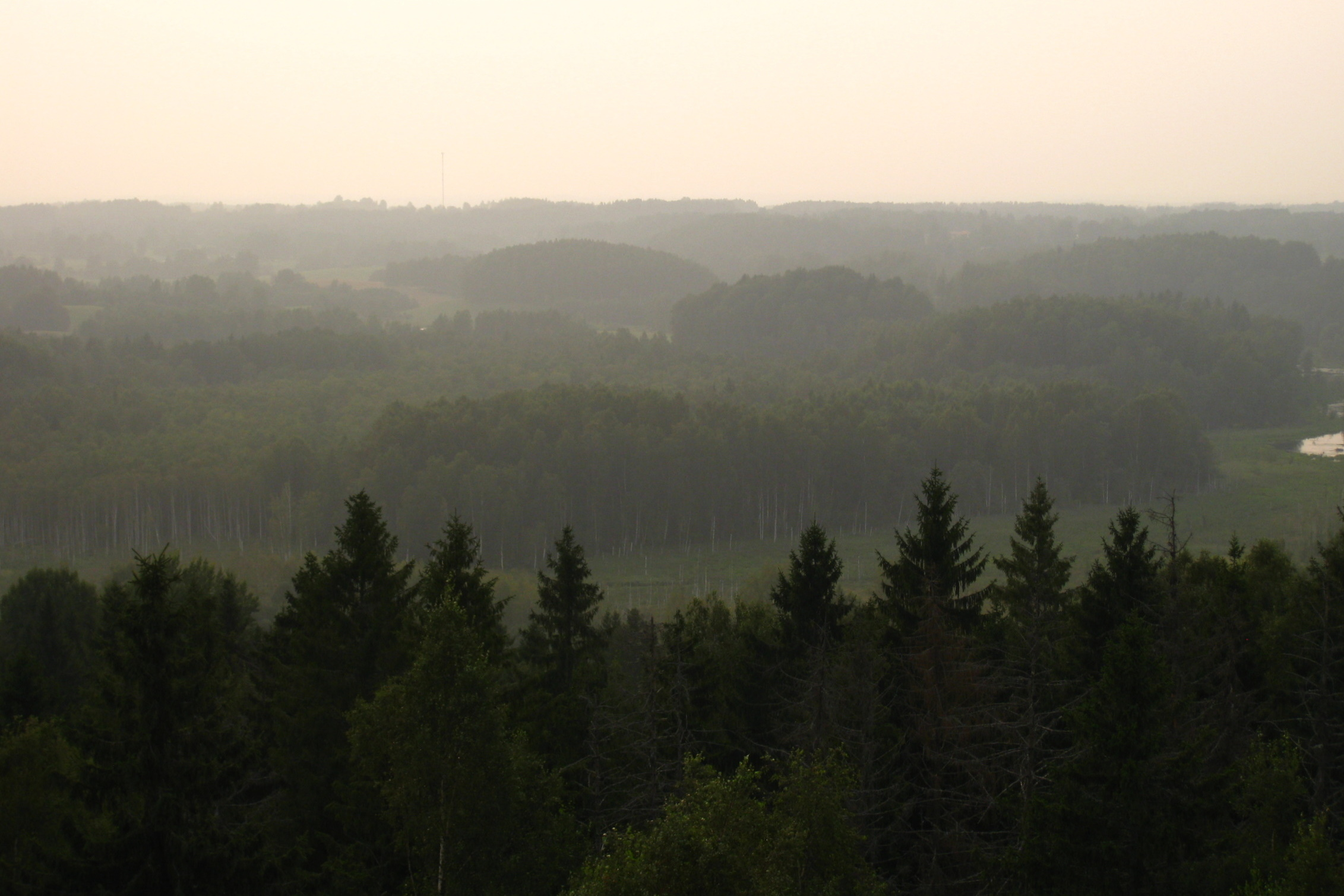
Parc Nacional Karula (Estònia)

Hi ha cinc parcs nacionals a Estònia:
- Parc Nacional de Karula (1993)
- Parc Nacional de Lahemaa (1971)
- Parc Nacional de Soomaa (1993)
- Parc Nacional de Vilsandi (1993)
- Parc Nacional de Matsalu (2004)

## Letònia

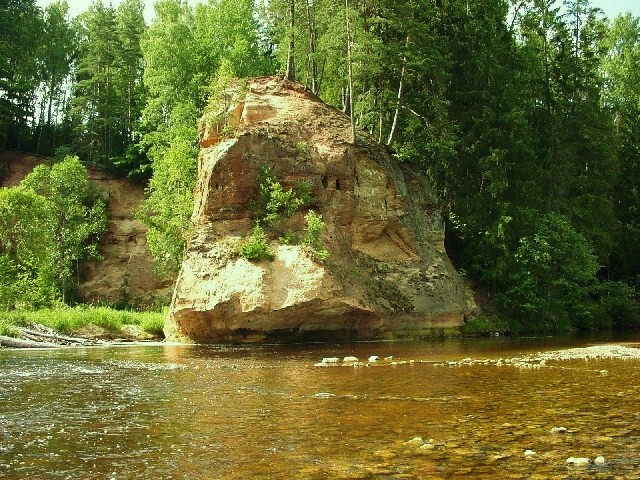
Parc Nacional de Gauja (Letònia)

Hi ha 4 parcs nacionals a Letònia.
- Parc Nacional de Gauja (1973)
- Parc Nacional de Rāzna (2007)
- Parc Nacional de Ķemeri (1997)
- Parc Nacional de Slītere (1999)

## Lituània

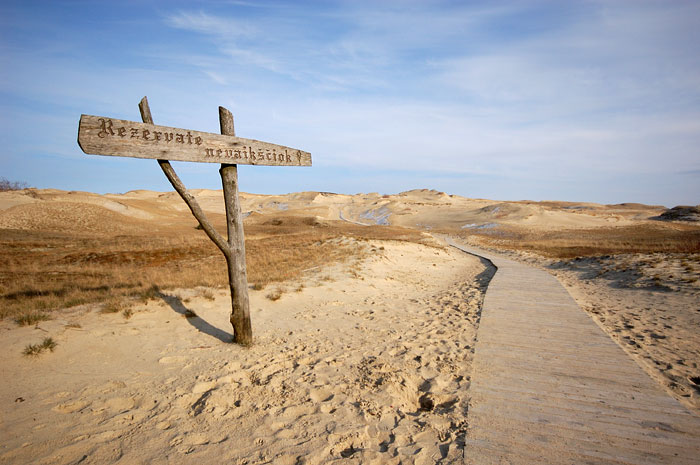
Parc Nacional Nerija Kuršių (Lituània)

Hi ha 5 parcs nacionals a Lituània. Es van establir el 1991 després que Lituània declarés la seva independència de la Unió Soviètica el 1990. El Parc Nacional de la República Socialista Soviètica de Lituània establert el 1974 es va reorganitzar i va passar a dir-se Parc Nacional Aukštaitija. Ara els parcs nacionals cobreixen aproximadament el 2,3 per cent del territori de Lituània.
| Nom                              | Establert | Area (km²) | Municipis                     | Regions               |
| -------------------------------- | --------- | ---------- | ----------------------------- | --------------------- |
| Parc Nacional d'Aukštaitija      | 1974      | 406        | Ignalina, Utena, i Švenčionys | Aukštaitija           |
| Parc Nacional de Dzūkija         | 1991      | 559        | Varėna                        | Dzūkija               |
| Parc Nacional de Kuršių Nerija   | 1991      | 264        | Neringa                       | Lituània Menor        |
| Parc Nacional Històric de Trakai | 1991      | 82         | Trakai                        | Dzūkija               |
| Parc Nacional de Žemaitija       | 1991      | 217        | Plungė                        | Samogitia (Žemaitija) |